# Грийнуд (окръг, Канзас)
Вижте пояснителната страница за други населени места с името Грийнуд.
Окръг Грийнуд (на английски: Greenwood County) е окръг в щата Канзас, Съединени американски щати. Площта му е 2986 km², а населението - 7067 души. Административен център е град Юрика.